# Eric Pauwels
Eric Pauwels est un réalisateur, scénariste et romancier belge, né le 2 septembre 1953 à Anvers. Il est l'un des premiers représentants du journal filmé.
Disciple de Jean Renoir et Jean Rouch (dont il a été l'élève à la Sorbonne), spécialiste des cultures du monde, il est également professeur à l'INSAS.
Son film Les Films rêvés (2009) a été nommé à la 1re cérémonie des Magritte et a reçu le Prix des bibliothèques par la Direction générale des Médias et des Industries culturelles, ainsi qu'une mention spéciale du Jury des jeunes lors de l'édition 2010 de Cinéma du réel,.

## Biographie

### Études
Pauwels commence par étudier le théâtre à l’INSAS, avant de poursuivre à Paris où il rencontre Enrico Fulchignoni, qui l'initie au théâtre classique japonais, aux origines sacrées du théâtre, au chamanisme, et aux danses de possession. Il termine ses études par un doctorat de cinéma sous la direction de Jean Rouch à la Sorbonne.
Ces années d'apprentissage influenceront grandement son œuvre. Il aborde fréquemment le thème des rites, des traditions ancestrales et s'intéresse aux cultures à travers le monde.

### Débuts dans le cinéma
Progressivement, Pauwels se détache de l'ethnographie, contrairement à la volonté de Jean Rouch qui voyait en lui un successeur. Il réalise ensuite des films sur la danse contemporaine, tout en laissant une forte empreinte de son apprentissage du cinéma ethnographique, comme dans Violon Phase (1985) et Improvisation (1986).
Son approche du cinéma peut alors s'apparenter à une mise en scène du spectacle pour le cinéma. Il filme des représentations de danse, et des performances physiques comme dans Hamlet ou les Métamorphoses du jeu (1985), où il filme un acteur se saoûlant en prononçant le monologue d'Hamlet, en une prise de vue de plus de sept heures,.

### Essais et documentaires
Éric Pauwels entreprend par la suite une approche différente du cinéma. Entre documentaire et fiction, ses films se penchent sur le corps, la danse, la nature et les arts. La création est un thème récurrent dans son œuvre, puisqu'il filmes des artisans, des ouvriers et des artistes en train de travailleurs, comme dans Les Rives du fleuve (1991), qui s'ouvre sur une séquence présentant des ouvriers effectuant la moisson.
Les films de Pauwels jouent constamment sur la finesse de la frontière entre les genres. Ainsi, entre deux séquences jouées comme dans une fiction, une autre séquence peut tout à fait se rapporter à un documentaire.
En 1992, Lettre à Jean Rouch pose la marque distinctive de ses films : l'usage de sa propre voix. Lettre d’un cinéaste à sa fille (2000), Les films rêvés (2010), et La Deuxième Nuit (2016), films constituant la Trilogie de la cabane, appuieront cette volonté d'une démarche plus personnelle et poétique,.

## Filmographie

### Réalisateur
- 1985 : Violon Phase, court métrage[6],[8]
- 1986 : Hamlet ou les Métamorphoses du jeu
- 1986 : Improvisation (dansé par Pierre Droulers), court métrage
- 1986 : Rites et possession en Asie du Sud-Est
- 1986 : Un film, moyen métrage
- 1988 : Face à face (dansé par Michèle Anne De Mey et Pierre Droulers)
- 1989 : Voyage iconographique : Le Martyre de Saint-Sébastien
- 1990 : Trois danses hongroises de Brahms (dansées par Michèle Anne De Mey et Olga de Soto), court métrage
- 1991 : Les Rives du fleuve
- 1994 : Lettre à Jean Rouch, court métrage
- 1995 : La Fragilité des apparences
- 1998 : Pour toujours
- 2002 : Lettre d'un cinéaste à sa fille
- 2010 : Les Films rêvés
- 2016 : La Deuxième Nuit
- 2019 : Journal de septembre

### Acteur
- 1997 : L'Amateur, court-métrage d'Olivier Smolders

## Publications
- Le Voyage de Gaspard, illustrations d’Eliza Smierzchalska, Paris, Éditions de l’Œuvre, coll. « L’Œuvre littéraire », 2008, 654 p.  (ISBN 978-2-35631-013-2)[9].
- Quand j’étais petit les cosmonautes vivaient aussi longtemps que les chênes, Monaco-Paris, France, Éditions du Rocher, 2016, 288 p.  (ISBN 9791095071075)